# Kratušín
Obec Kratušín se nachází v okrese Prachatice, kraj Jihočeský. Žije zde 45 obyvatel.

## Historie
První písemná zmínka o obci pochází z roku 1389.

## Přírodní poměry
Východně od vesnice protéká řeka Blanice, jejíž koryto a břehy jsou chráněné jako přírodní památka Blanice.

## Části obce
- Kratušín
- Chlístov

## Pamětihodnosti
- Kaple Nanebevzetí Panny Marie na návsi
- Usedlost čp. 8 (kulturní památka)

## Galerie

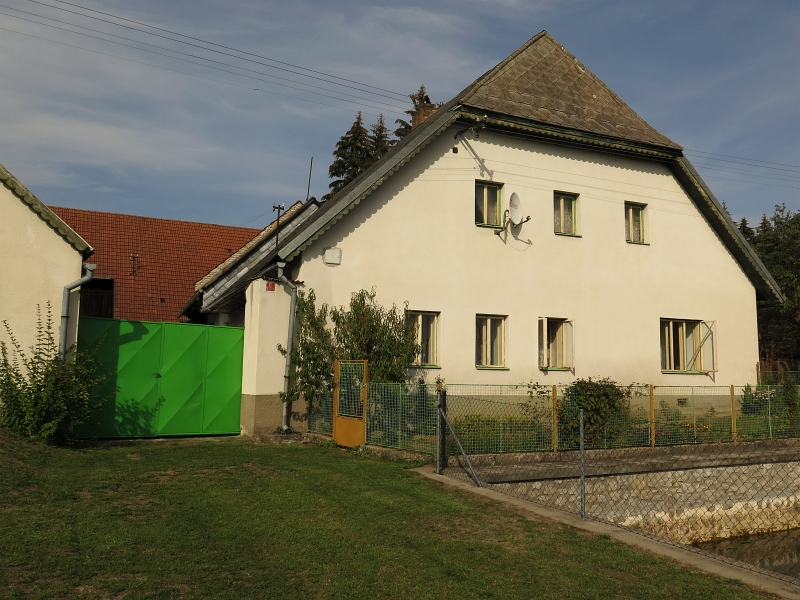
Usedlost čp.8
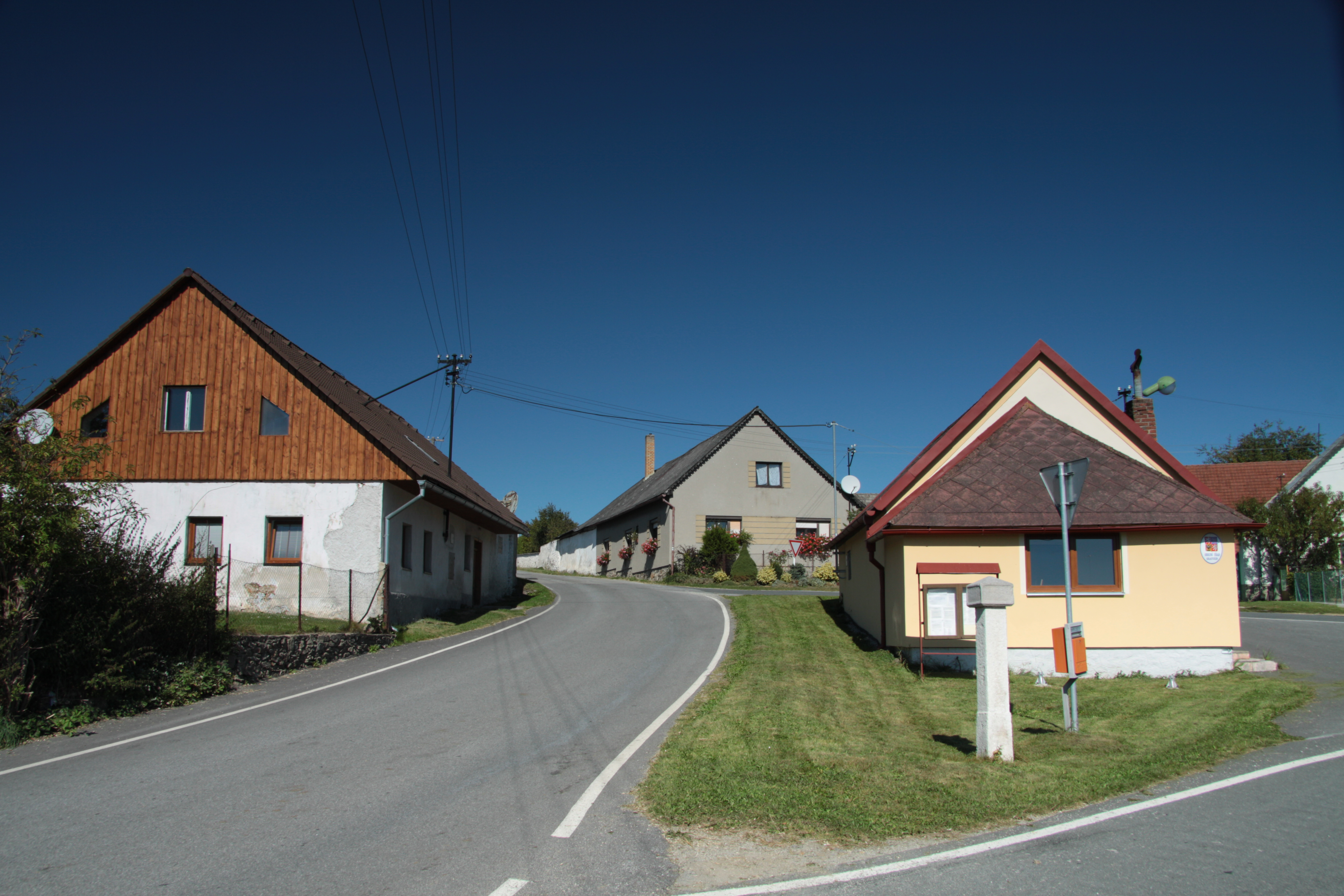
Ulice
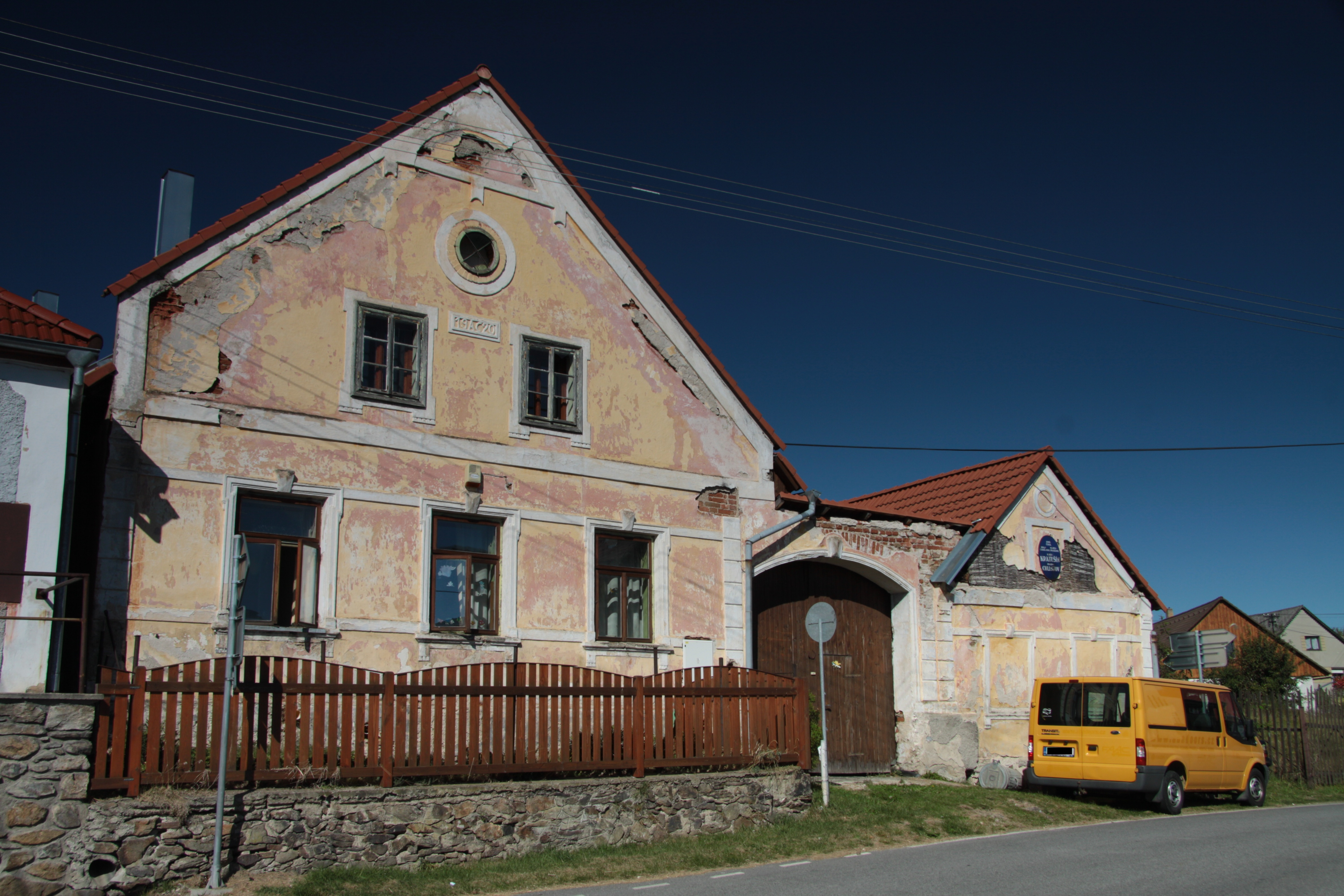
Usedlost
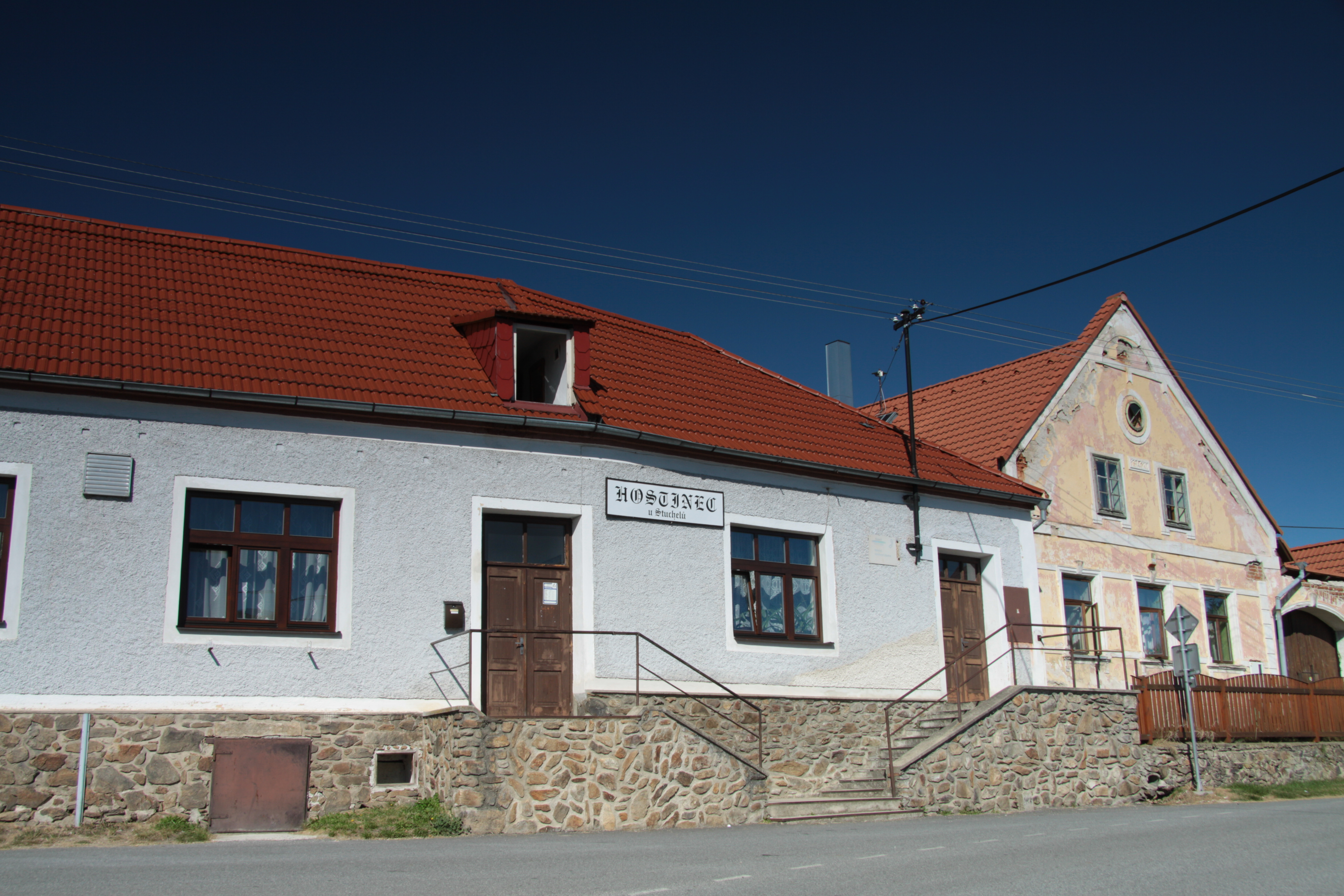
Hostinec